# Los biombos
Los biombos (Les Paravents en su título original) es una obra de teatro del dramaturgo francés Jean Genet que se comenzó a escribir en 1956 y se estrenó en 1961.

## Argumento
Ambientada en un indeterminado país árabe, colonizado por una potencia occidental, también indeterminada, recrea, a través de cerca de 100 personajes encarnados por una cuarentena de actores los horrores de la dominación europea, con los abusos de las fuerzas militares contra los nativos y la actitud de los colonos. Se trata de una crítica feroz a la dominación francesa de Argelia.

## Montajes
La obra se estrenó en lengua alemana en mayo de 1961 en el Schlosspark-Theater de Berlín, con dirección de Hans Lietzau. Tres años después pasaba a Londres, en inglés, con dirección de Peter Brook en el Donmar Warehouse. El director renunció a escenificar la obra completa, en parte por discrepancias con la traducción de Bernard Frechtman. La primera representación completa se produjo en el Stadsteater de Estocolmo en 1964, bajo la dirección de Per Verner Carlsson.
No se estrenó en Francia hasta 1966, en el Teatro del Odéon de París, con estreno el 21 de abril, La dirigió Roger Blin, con interpretación, entre otros, de Jean-Louis Barrault, Maria Casares, Madeleine Renaud y Amidou. El montaje supuso una auténtica conmoción para la sociedad francesa del momento por los todavía recientes recuerdos de la Guerra de Argelia.
Minos Volanakis dirigió el estreno en Estados Unidos, que tuvo lugar en 1971 en Nueva York.